# 摩鹿加金丝燕
摩鹿加金丝燕（Aerodramus sp.）可以指雨燕科的三种金丝燕。它们都是印度尼西亚的特有种，曾被视为是同一物种。
三种金丝燕分别是：
- 苏拉威西金丝燕（学名：Aerodramus sororum）
- 哈岛金丝燕（学名：Aerodramus infuscatus）
- 斯兰金丝燕（学名：Aerodramus ceramensis）

它们的自然栖息地均为亚热带或热带的湿润低地森林及山地森林。